# Carlos Morra
Carlos Morra Manhes (Benevento, 18 de diciembre de 1854-Buenos Aires, 30 de junio de 1926) fue un arquitecto e ingeniero militar italiano radicado en Argentina.
Fue uno de los arquitectos dedicados a la construcción de escuelas «palacio» en la década de 1880, que contribuyeron a la transformación del paisaje urbano, junto a los arquitectos Juan Antonio Buschiazzo, Alejandro Christophersen, Francesco Tamburini, Carlos Altgelt, Joaquín Mariano Belgrano, Hans Altgelt, Pablo Dumangin, Raymundo Batlle, José Ramos Muñoz y Próspero Lebeau, entre otros.

## Biografía

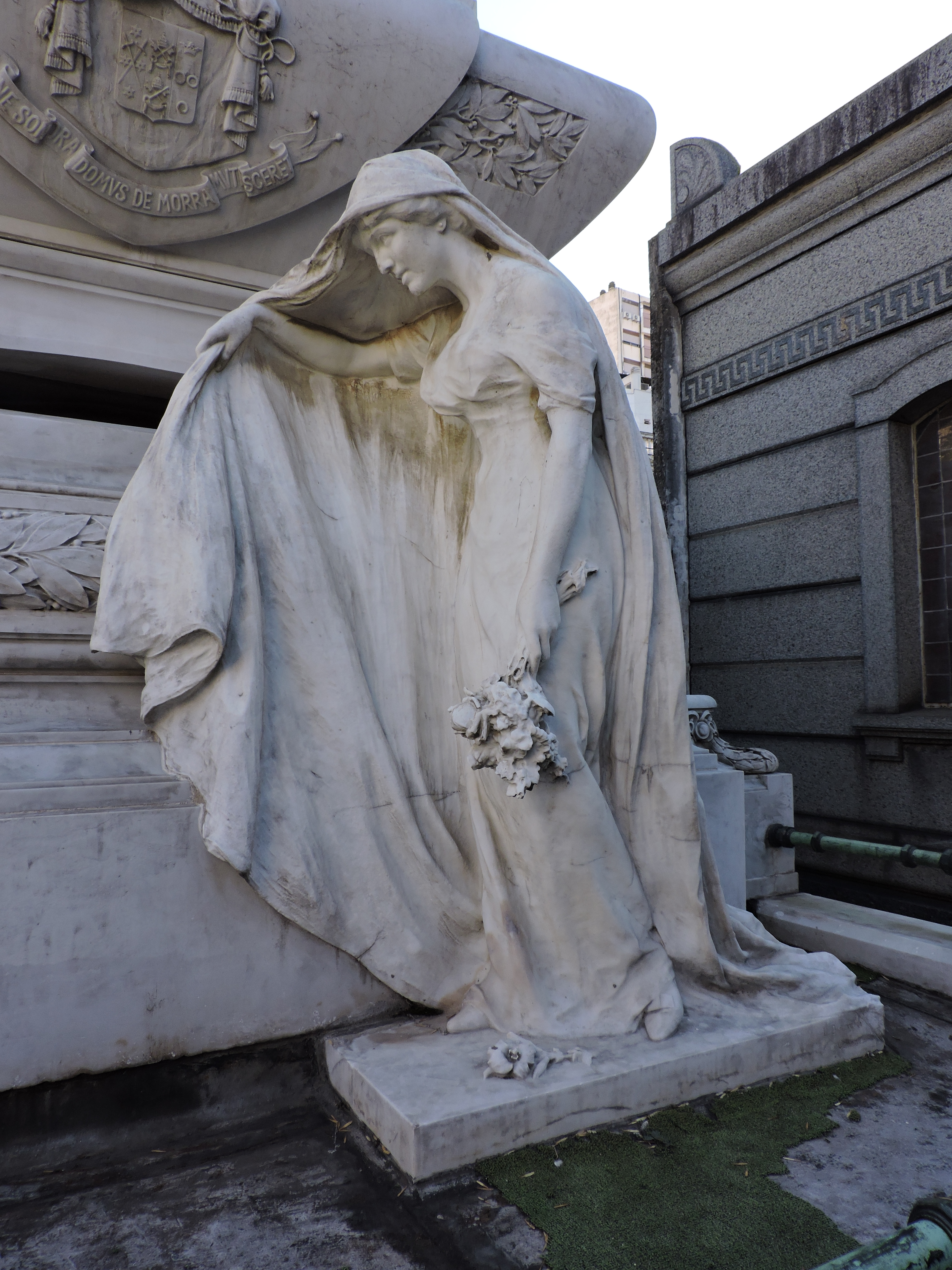
Panteón en el cementerio de la Recoleta.

Carlo Morra Manhes, marqués de Monterocchetta, provenía de una familia que ostentaba títulos nobiliarios; era hijo de Camillo Morra Pescara Di Diano (1818-1891), VII Príncipe de Morra, y de María Luisa Manhes Pignatelli (1818-1899), condesa.
Cursó sus estudios en Italia, en la Accademia Reale di Torino (Real Academia de Turín) y en la Escuela de Aplicación de Artillería e Ingeniería. Se trasladó a la Argentina en 1881, donde trabajó como arquitecto del Consejo Nacional de Educación y director de la oficina técnica del Ministerio de Obras Públicas de la Nación, entre otros cargos. Participó en la comisión directiva de la Sociedad Central de Arquitectos como vocal en los periodos 1901– 1903 y 1904–1905 y como presidente en cuatro periodos entre 1911 y 1923. Fue profesor en el Colegio Militar y en la Escuela Naval.
Contrajo matrimonio con Inés del Carmen Victorica Urquiza —hija del abogado y militar Benjamín Victorica y nieta por la línea materna de Justo José de Urquiza—, con quien tuvo cuatro hijos, entre ellos, Stella María Carlota Morra Victorica, casada con el político argentino Miguel Ángel Cárcano, e Inés Lucía Morra Victorica, quien falleció muy joven en Francia y su hijo médico, Benjamín Morra. En memoria de su hija Inés ("Baby"), Morra hizo construir un panteón, obra del escultor Luigi Brizzolara en el cementerio de la Recoleta, donde fue sepultado.
Fue uno de los integrantes, en representación de la Sociedad Central de Arquitectos, de la Comisión de Estética Edilicia (CEE) de la ciudad de Buenos Aires, creada en 1923; también conformaban esta comisión el ingeniero Sebastián Ghigliazza —director de la Dirección General de Arquitectura del Ministerio de Obras Públicas— y los arquitectos René Karman —como representante de la municipalidad— y Martín Noel —por la Comisión Nacional de Bellas Artes—. El objetivo de la comisión era realizar el «Proyecto Orgánico para la Urbanización del Municipio», también conocido como Plan Noel (en alusión al intendente Carlos Noel); el año siguiente se suma a la comisión el arquitecto paisajista Jean-Claude Nicolas Forestier. Este plan, diseñado para regular y normalizar el crecimiento de la urbe y publicado en 1925, solo fue ejecutado parcialmente.

## Obras

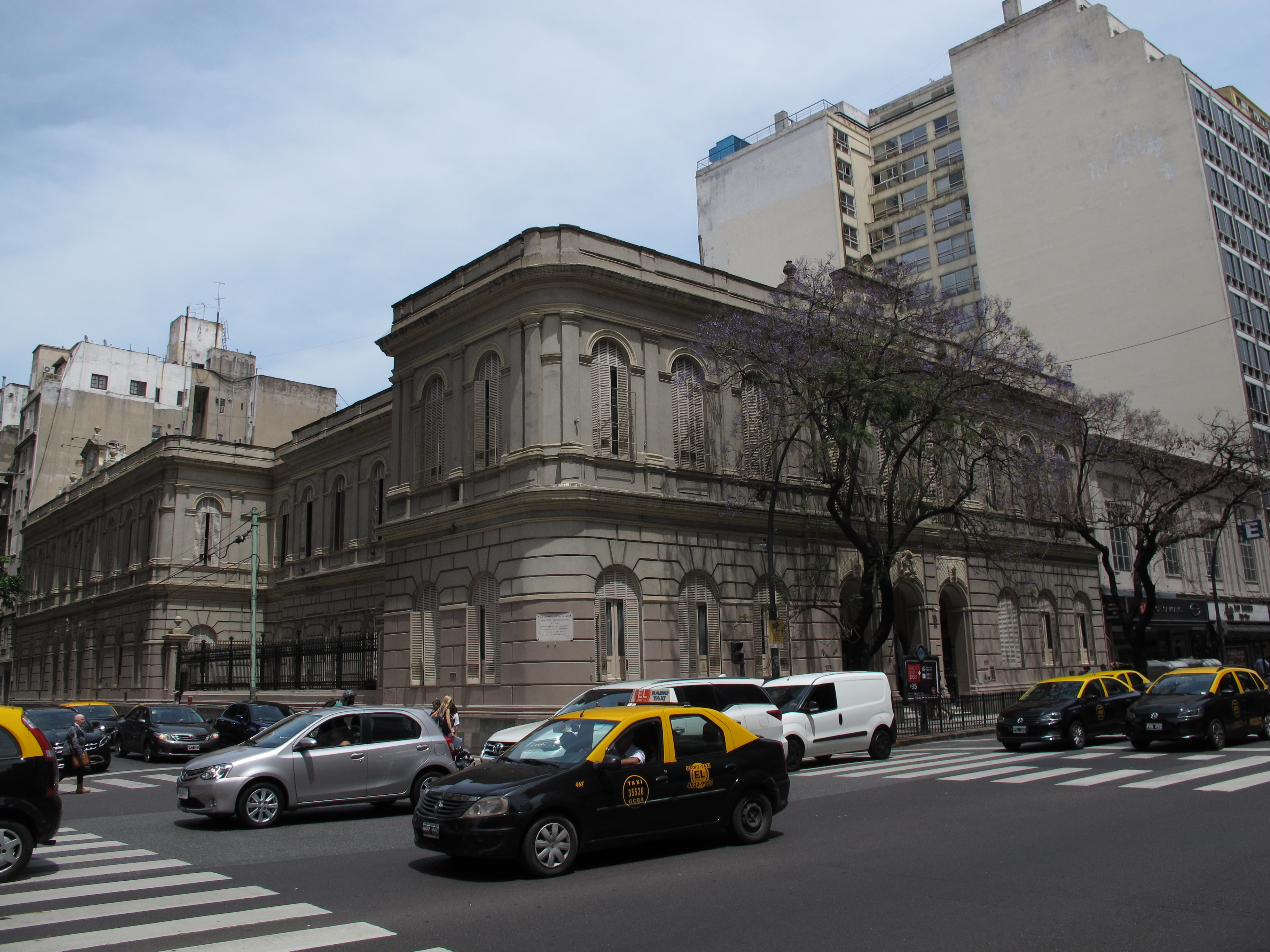
Escuela Doctor Onésimo Leguizamón.

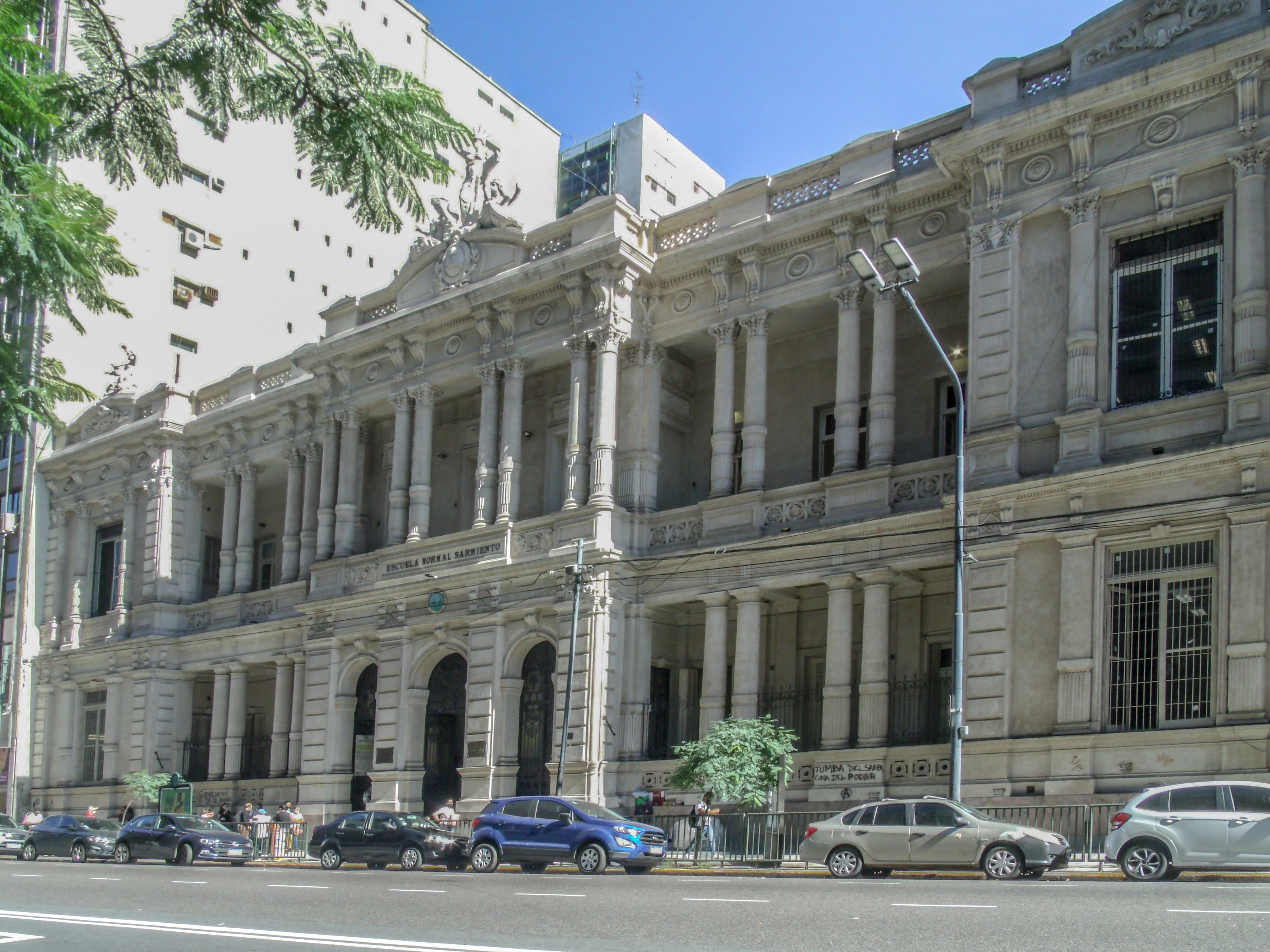
Escuela Normal Superior n° 9 Domingo Faustino Sarmiento.

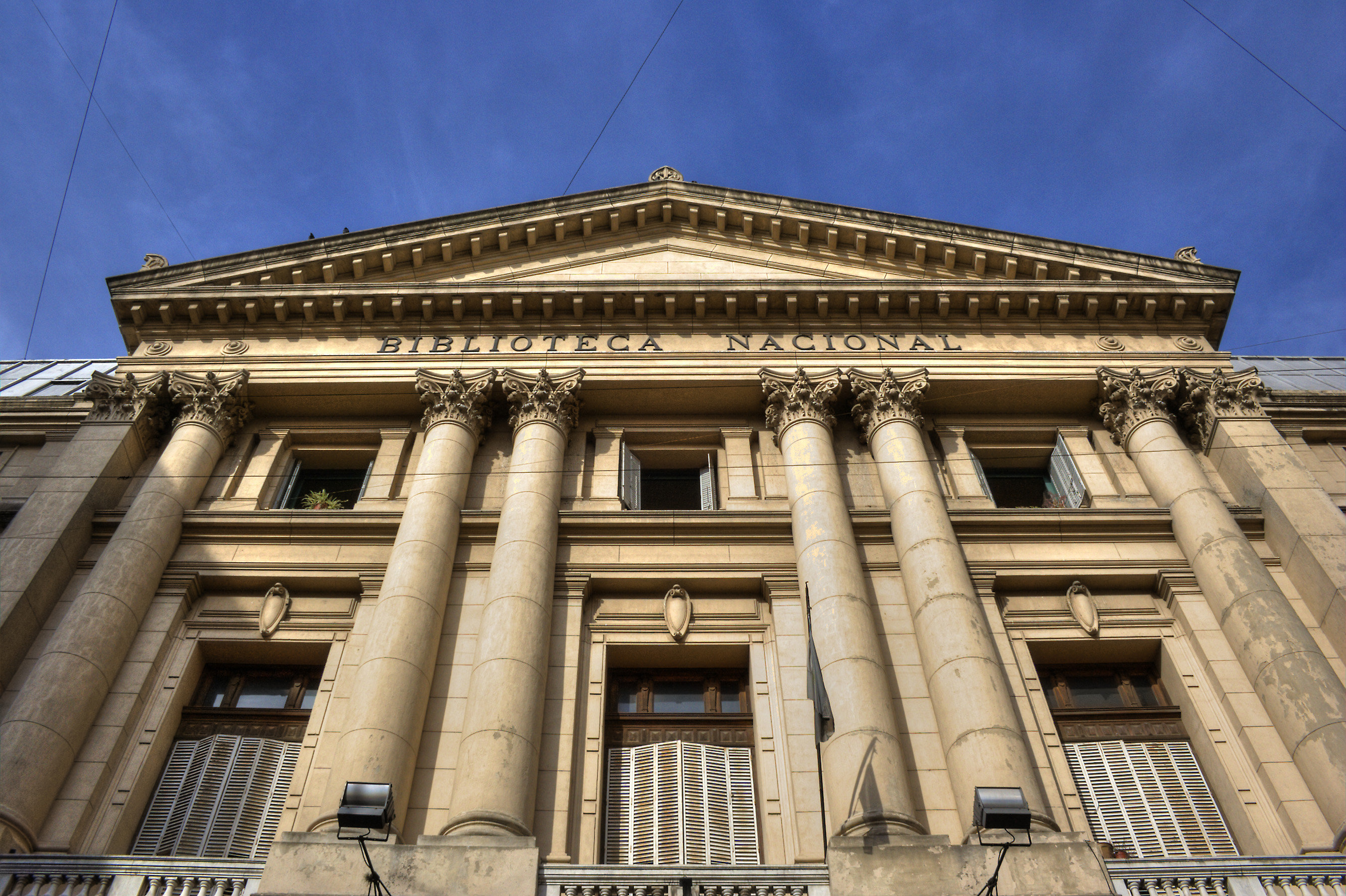
Biblioteca Nacional.

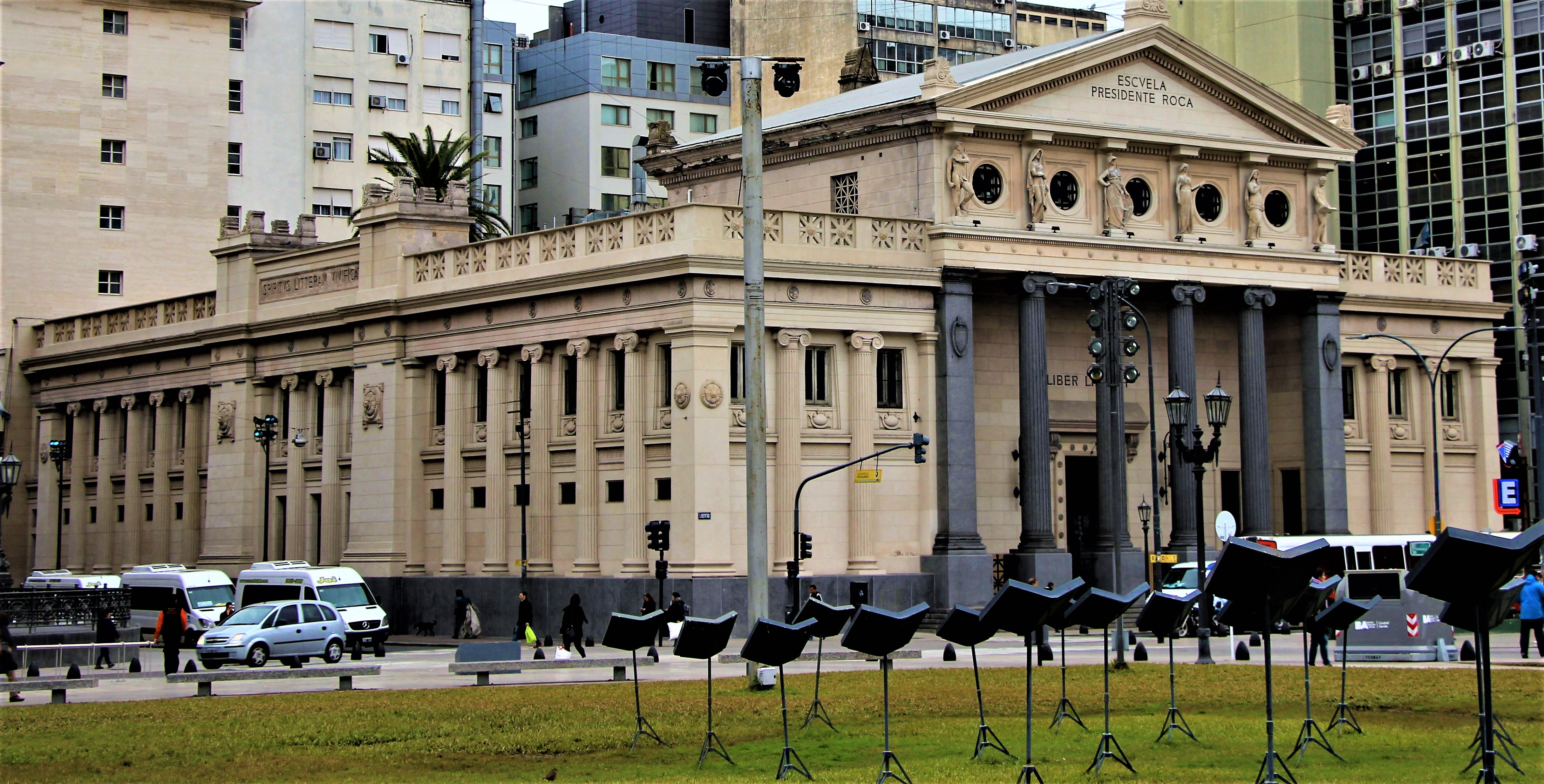
Escuela Presidente Roca.

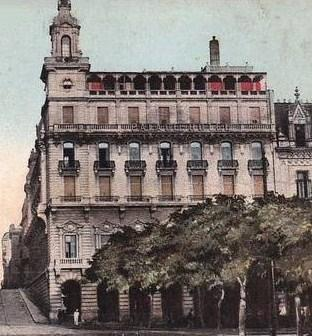
Laboratorio de Idiomas o Sede «25 de Mayo» de la Facultad de Filosofía y Letras de la UBA. Antes Palace Hotel.

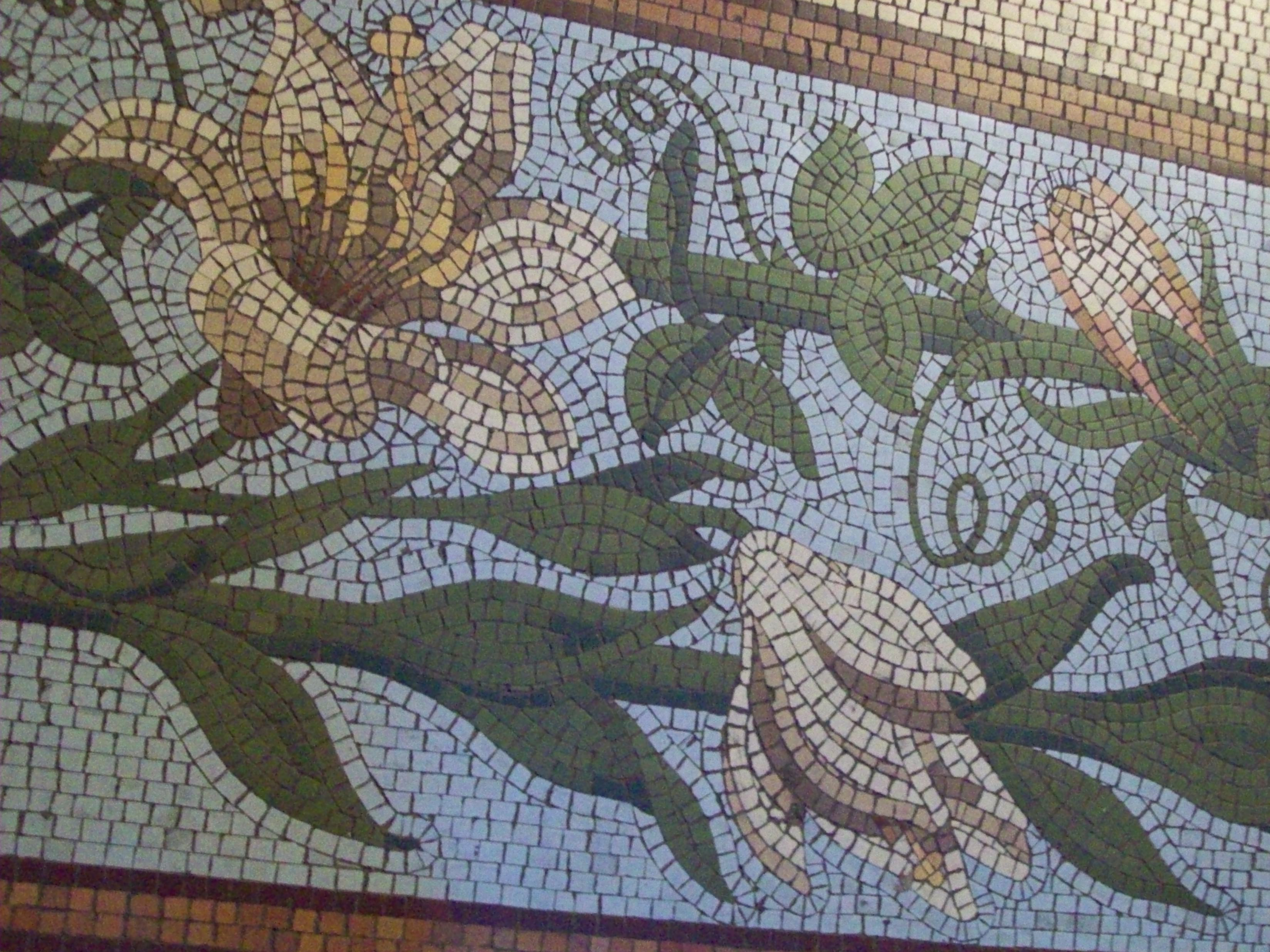
Detalle del piso de la Catedral Metropolitana de Buenos Aires.

Las «escuelas palacio» surgieron en la década de 1880 durante la presidencia de Julio Argentino Roca, época en la que se crea el Consejo Nacional de Educación (CNE), con Sarmiento como primera autoridad. Se trataba de edificios monumentales, con estilos arquitectónicos importados de Europa: arquitectura italianizante, neoclasicismo francés y alemán, Beaux Arts, entre muchos otros. Entre 1884 y 1886, periodo en el que Benjamín Zorrilla era el presidente del CNE, se crearon 54 establecimientos educativos en la ciudad de Buenos Aires.
Dos años antes de finalizar el siglo, Morra, que formaba parte del Consejo, diseñó un plan con tres prototipos de escuelas más sobrias y funcionales, conocidas como «templos del saber».
En la década de 1880 proyectó la Escuela Graduada de Niñas ubicada en Perú al 700 del barrio San Telmo, en Buenos Aires, en la que se instaló, en 1886, la Escuela Infantil n.° 8 Hipólito Vieytes, creada cuatro años antes.
Hizo el proyecto solicitado por la Sociedad de Damas de la Misericordia para su predio ubicado en el barrio de la Recoleta, en Azcuénaga al 1600: se construyó un hogar de niñas, en 1884; dos años después se llevó a cabo la construcción de la capilla, de estilo neogótico; y en 1900 el Colegio Nuestra Señora de la Misericordia, con un estilo más sobrio. La dirección de obra estuvo a cargo de Francesco Pinaroli (1842-1887), arquitecto italiano que diseñó la estación ferroviaria 19 de Noviembre, en La Plata, después denominada Pasaje Dardo Rocha.
En 1885, en conjunto con Raymundo Battle, llevó a cabo el proyecto de la Escuela Superior de Varones que, años más tarde, sería la Escuela Elemental n.° 2, en avenida Santa Fe y Paraná, barrio de la Recoleta, Buenos Aires, inaugurada en 1896. En 1907 cambió su nombre por Escuela n.° 3 Doctor Onésimo Leguizamón, en honor de quien fuera presidente del Congreso Pedagógico Sudamericano en 1882, en el que se crearon las bases para la Ley 1420 de educación.
Inaugurada en 1886, la Escuela Normal Superior n.° 9 Domingo Faustino Sarmiento, de estilo neorrenacentista, ubicada en Callao al 400 del barrio de Balvanera, fue un proyecto de Morra y Raymundo Batlle. Inicialmente fue un establecimiento educativo de nivel primario, la Escuela Graduada de Niñas; en 1914 comenzó a funcionar como escuela normal y en 1969 se agregó el nivel terciario.
En 1887 en conjunto con el arquitecto Jacques Dunant, proyectó el Hipódromo Nacional Presidente General Bosch, ubicado en el barrio de Belgrano de la ciudad de Buenos Aires. Fue cerrado definitivamente en 1913 y demolido en 1920. El terreno fue fraccionado y luego ocupado por el Club Atlético River Plate, el Tiro Federal Argentino (que en 2021 se mudaría a otra zona), el Club Hípico Argentino, y el barrio Parque General Belgrano, conocido coloquialmente como barrio River.
En 1899 proyectó el edificio destinado originalmente a la Lotería Nacional de Beneficencia, ubicado en México al 500, en el barrio Monserrat de Buenos Aires. Inaugurado en 1901 y ampliado en 1906, fue uno de los primeros edificios de Buenos Aires en tener instalaciones eléctricas y el segundo, después del Jockey Club, en contar con ascensor. Fue sede de la Biblioteca Nacional desde 1901 hasta 1996 y posteriormente Centro Nacional de la Música. Fue declarado monumento histórico nacional en 2004 por decreto 570/2004 del PEN.
En 1901 hizo el proyecto de la escuela Presidente Roca, inaugurada en 1903, obra de estilo neogriego, ubicada en Libertad y Tucumán, en el barrio San Nicolás de Buenos Aires, en el Área de Protección Histórica distrito APH 31 - Entorno Plaza Lavalle, con nivel de protección estructural. Las esculturas del friso fueron realizadas por el artista italiano Juan Arduino (1857-1912). Fue declarada monumento histórico nacional en 2017 por Decreto n.° 832/2017 del PEN. También ese año realizó el proyecto de la escuela José María Gutiérrez, ubicada en La Rioja al 1800 en el barrio Parque Patricios de Buenos Aires.
Proyectó la escuela Presidente Mitre en 1902, ubicada en la avenida Pueyrredón y Cuyo (luego Sarmiento), en el barrio Balvanera de Buenos Aires. Fue uno de los edificios construidos según el plan de prototipos de Morra. A fines de 1990, por ordenanza municipal, la planta baja del edificio de la Escuela Primaria Común n.° 16 DE 2 Presidente Mitre se destinó a la instalación de locales comerciales para otorgarlos en concesión a un empresario; por esta razón fue conocida durante años como la «escuela shopping». Permaneció así, con la escuela de enseñanza primaria en el primer piso y los comercios en la planta baja, hasta 2014 cuando se ordenó el desalojo y se inauguró en su lugar un jardín de niños.
Otro de sus proyectos fue el de la Escuela Normal Superior n.° 3 Bernardino Rivadavia, conocida como «el Normal», sita en Bolívar 1235, en el barrio de San Telmo, Buenos Aires, que fue inaugurada en 1905.
En 1903 proyectó la Escuela Provincial Graduada Superior Normal de Niñas, ubicada en la Avenida General Paz y Humberto Primo de la ciudad de Córdoba. Según sus propias palabras, el edificio es un «neogriego sencillo y severo con los atributos que caracterizan el edificio público»; en la fachada presenta en su tímpano la expresión latina liber liberat (el libro libera) en bajorrelieve. Fue inaugurada en 1906 y funcionó hasta 1933; ese año comenzó a funcionar como escuela de enseñanza primaria con el nombre actual «Juan Bautista Alberdi».
Dos años después realizó para Nicolás Mihanovich el proyecto del Palace Hotel, ubicado en 25 de Mayo y Cangallo (luego Tte. Gral. Juan Domingo Perón), Buenos Aires. Después de 24 años la empresa presentó quiebra y el Banco Hipotecario, adyacente al hotel, compró el edificio para ocuparlo con sus oficinas. En 1966 fue cedido a la Facultad de Filosofía y Letras de la UBA para el Laboratorio de Idiomas, Centro Cultural Universitario Paco Urondo e institutos de investigación, conocida popularmente como «sede 25 de Mayo». Fue declarado monumento histórico nacional en 2001, por la ley nacional n.° 25.426/2001.
Hizo el diseño del solado de la Catedral Metropolitana de Buenos Aires en 1907, con imágenes de flores de mburucuyá realizadas con venecitas.